# Odem
Odem (hebr. ‏אוֹדֶם‎) – moszaw położony w samorządzie regionu Golan, w Dystrykcie Północnym, w Izraelu.
Leży na północy Wzgórz Golan, przy górze Odem (1090 m n.p.m.).

## Historia
Moszaw został założony w 1975 na miejscu byłej syryjskiej bazy wojskowej.

## Gospodarka
Gospodarka moszawu opiera się na turystyce. Z przemysłu znajduje się tutaj zakład optyczny produkujący okulary.